# Lago Trübsee
O Lago Trübsee é um lago de montanha localizado na cidade de Engelberg, no cantão de Obwalden, na Suíça. Este lago localiza-se no sopé da Montanha Titlis e é alcançável a partir da referida cidade por teleférico ou a pé devendo-se contar com uma longa caminhada montanhas acima.